# 城市足球集團
城市足球集團（City Football Group）簡稱CFG，是一家管理足球俱樂部的控股公司。集團由三個財團共同擁有，包括主投資者阿布扎比聯合財團（ADUG）擁有81%股份，銀湖投資集團持有18%股份，而華人文化產業投資基金及中國中信集團共同擁有1%。
在全球經營多間足球俱樂部，其主要俱樂部是在英格兰足球超级联赛作賽的曼徹斯特城足球會，另外擁有美國、澳洲、印度、日本、西班牙、烏拉圭、中國和比利時的俱樂部股份。集團最初的目標是在每一個大洲都擁有一個俱樂部，每個俱樂部的名稱中都帶有標識“City”。

## 足球俱樂部

### 曼彻斯特城足球俱乐部
阿布扎比聯合財團成立於2008年夏天，曼蘇爾·本·扎耶德·阿勒納哈揚打算從泰國前總理他信手中收購曼彻斯特城足球俱乐部。 為了促進成功收購英格兰足球超级联赛的俱樂部，成立了阿布扎比聯合財團。
成功收購之後，曼城對所有部門進行了全面檢討，以求盡快升至最高位置。接管俱樂部之後馬上聘請了马克·休斯執教球隊，經過一年多的時間，球會解僱了马克·休斯，改由羅拔圖·文仙尼執教。然後歐洲足球協會聯盟推出了歐足聯財政公平競賽原則（FFP ) 新規定，在新實施的歐足聯財政公平競賽原則使各隊無法利用收入以外的資金（如班主注資）之前，曼城迅速採取行動避免失去參加歐洲冠軍聯賽的資格。與此同時，曼城花費了1000萬英鎊用於翻新他們的青訓學院基地。 他們制定了計劃，在體育場對面的土地上建立一個價值1億英鎊的培訓和學術設施，研究世界各地的培訓設施，以嘗試在該領域創造世界上最重要的發展。 2014年，他們宣布已獲得規劃許可，將體育場容量增加到超過62,000，這使其成為英格蘭第二大俱樂部體育場。 進一步的投資來自粉絲參與領域，曼城致力於通過大量展示社交媒體來贏得全球知名度競賽的政策。 自2016-17賽季，曼城一直由前巴塞罗那足球俱乐部球員和教練以及拜仁慕尼黑足球俱乐部教練佩普·瓜迪奥拉執教。
在曼蘇爾的領導下，曼城足球俱樂部目前贏得了2011年足總杯，2019年足總杯，2011–12賽季英格蘭超級聯賽，2013–14賽季英格蘭超級聯賽，2017–18賽季英格蘭超級聯賽，2018–19賽季英格蘭超級聯賽，2020–21賽季英格蘭超級聯賽，2021–22賽季英格蘭超級聯賽，2012年英格蘭社區盾，2018年英格蘭社區盾，2019年英格蘭社區盾，2013至2014年英格蘭聯賽盃，2015至2016年英格蘭聯賽盃，2017年至2018年英格蘭足球聯賽盃，2018至2019年英格蘭聯賽盃，2019至2020年英格蘭聯賽盃和2020至2021年英格蘭聯賽盃。

#### 曼徹斯特城女子足球俱樂部
曼城女子足球俱樂部成立於1988年，但直到2012年8月，她們都只是作為俱樂部的外部附屬機構存在，幾乎沒有共享資源，而且城市足球集團對俱樂部的管理沒有控制權。直至在收購曼城的四年後，雙方終於簽署了一項協議，其中附屬的女子足球俱樂部將完全由曼城控制，並實際上成為同一組織的一部分。
在接管俱樂部後不久，球隊以曼徹斯特城女子足球俱樂部的名義重新啟動，並成功申請加入英格蘭女足的頂級聯賽——剛剛成立的英格蘭足球總會女子超級聯賽。她們在2014年奪得聯賽冠軍，是球隊首個大滿貫冠軍，亦成為英格蘭女足職業時代最成功的球隊之一，隨後一共獲得過一次聯賽冠軍、三次英格蘭女子足總盃冠軍和四次英格蘭足總女子聯實盃冠軍。

### 紐約城足球俱樂部
當費蘭·索里亞諾在2012年8月被任命為曼彻斯特城足球俱乐部的首席執行官時，唐·加伯向他介紹了紐約城足球俱樂部，此前他曾與仍是巴塞罗那足球俱乐部副主席身份的索里亞諾進行過討論。 2012年12月，不願透露姓名的消息人士告訴媒體，曼徹斯特城即將宣布成為美國職業足球大聯盟（MLS）第20隊的持有人，而且商標名稱“ New York City FC” 已經註冊，儘管該俱樂部很快否認。 加伯在2013年3月宣布準備宣布新的擴張隊伍，其後於5月21日正式宣布紐約城足球俱樂部成為第20個加入美國職業足球大聯盟的俱樂部。 為了將俱樂部與其曼彻斯特城聯繫起來，新的美國職業足球大聯盟球隊被聘為前曼彻斯特城，前美國職業足球大聯盟和前美國國家隊球員克劳迪奥·雷纳成為首位僱員，擔任足球總監。與此同時，簽下傑森·克雷斯擔任球隊的第一任主教練。 2016年，曼彻斯特城的青訓經理帕特里克·维埃拉將轉到紐約城足球俱樂部擔任主教練。2021年12月12日總決賽，擁主場之利的波特蘭伐木者迎戰紐約城先失守下，於補時階段追和，兩軍激戰120分鐘仍未分勝負，最終成立僅7年的紐約城互射12碼以4：2凱旋，首奪美職總冠軍。

### 墨爾本城足球俱樂部
城市足球集團對俱樂部的所有權於2014年1月23日宣布，有消息稱曼城已以1200萬美元的價格收購了當時的墨爾本之心。在墨爾本和悉尼進行了幾天的會談後，曼城的高管們完成了交易，他們擁有澳洲俱樂部80％的股份。城市足球集團另外再收購了由與澳洲聯盟式橄欖球俱樂部墨爾本風暴結盟的商人財團持有的另外20％的股份。

澳大利亞職業足球聯賽俱樂部就被收購後，在1月16日提交了商標“墨爾本城足球俱樂部”的商標申請。墨爾本之心的少數股東還向澳洲證券投資委員會（ASIC）註冊了公司名稱“ Melbourne City FC”，並且購買了域名“ MelbourneCityFC.com.au”。　2015年8月，城市足球集團收購了體育財團，以獲取俱樂部的100％所有權。2021年6月27日，墨爾本城在2020-21賽季澳職聯總決賽以3比1擊敗悉尼FC奪得隊史首冠。

### 橫濱水手
2014年5月20日，城市足球集團宣布收購了橫濱水手的少數股份，與足球俱樂部和汽車製造商日產汽車建立了合作關係。 估計城市足球集團將持有橫濱水手20％的股份，但是透過成立日本子公司，尋求最終擁有該俱樂部所有的控股權。

### 蒙特維多城扭矩足球會
2017年4月5日，城市足球集團宣布已收購了扭矩競技足球俱樂部，該俱樂部目前在烏拉圭烏拉圭足球甲級聯賽進行比賽。

#### 更改名稱及重返頂級聯賽
2020年1月22日，宣布扭矩競技足球俱樂部將其俱樂部名稱更改為蒙特維多城扭矩足球會，同時更改了隊徽。 選擇名稱和徽章是為了反映它們與曼徹斯特城足球會以及城市足球集團其他俱樂部的聯繫。 同時宣布該俱樂部將開始建造新的青訓學院和行政辦公綜合大樓，該綜合大樓成為南美洲最先進的學院中心之一。

### 吉羅納足球俱樂部
2017年8月23日，城市足球集團宣布已收購西班牙足球甲级联赛球隊吉羅納足球俱樂部44.3％的股份。 吉羅納足球集團（Girona Football Group）則持有另外44.3％的股份，該球隊由曼彻斯特城足球俱乐部領隊佩普·瓜迪奥拉的弟弟佩雷·瓜迪奧拉（Pere Guardiola）領導。 吉羅納足球俱樂部以前在西班牙足球乙级联赛出賽期間已經從曼徹斯特城借來一些球員，有人認為這是試圖吸引瓜迪奧拉來到曼徹斯特城。 2018年8月，吉羅納足球俱樂部有兩名分別來自曼彻斯特城足球俱乐部的21歲貸款人。

### 深圳新鵬城足球俱乐部
2019年2月20日，城市足球集團（占股33%）與深圳市優必選科技股份有限公司和嘉興健騰沛盛股權投資基金合夥企業三方成立四川優必選城市體育產業發展有限責任公司，聯合收購四川九牛足球俱樂部90%的股份，城市足球集團合計持股29.7%。2022年3月16日，深圳市優必選科技股份有限公司退出，城市足球集團持股46.6667%。2024年1月24日，四川九牛足球俱樂部申請變更註冊會員協會，由四川省足球協會變更至深圳市足球協會；2024年2月6日，四川九牛足球俱樂部有限責任公司更名為深圳新鵬城足球俱樂部有限公司。

### 孟買城足球俱樂部
在獲得俱樂部65％的股份後，城市足球集團於2019年11月28日星期四宣布成為孟買城足球會的主要股東。 孟買城足球會是一家總部設在孟買的職業足球俱樂部，參加印度超級聯賽。

### 洛默爾體育俱樂部
2020年5月11日，城市足球集團宣布成為洛默爾體育俱樂部的大股東，收購俱樂部的大部分股份。 洛默爾是一家總部位於洛默爾的職業足球俱樂部，參加比利時甲組聯賽B（次級聯賽）比賽。

### 特魯瓦足球俱樂部
2020年9月3日，城市足球集團宣布他們已收購了目前參加法國足球乙級聯賽的特魯瓦足球俱樂部前持有者丹尼爾·馬索尼（Daniel Masoni）的股份，從而使他們成為法國足球乙級聯賽俱樂部的大股東。

### 巴勒莫足球俱樂部
2022年7月，城市足球集團宣布他們已經收購意大利足球乙级联赛巴勒莫足球俱樂部的80%股權。

### 巴伊亚竞技俱乐部
2022年12月3日，城市足球集團宣布收購了巴伊亚竞技俱乐部90%的股份。

## 業務領域

### Goals Soccer Centers
2017年7月25日，城市足球集團與五人制足球場運營商Goals Soccer Centres成為了合資夥伴關係，以投資該公司在美國的業務，從而在北美開展業務。2020年2月3日，城市足球集團收購了剩餘的50％股份，即擁有全部所有權，此前由於欺詐指控，其合夥人幾乎破產。

## 集團收購後獲得的榮譽

### 榮譽列表
| - 西班牙足球乙级联赛 - 附加賽冠軍 (1)： 2021–22 - 加泰罗尼亚超级杯 - 冠軍 (1)： 2019 - 英格兰足球超级联赛 - 冠軍 (6)： 2011–12, 2013–14, 2017–18, 2018–19, 2020–21, 2021–22 - 英格蘭足總盃 - 冠軍 (2)： 2010–11, 2018–19 - 英格蘭足球聯賽盃 - 冠軍 (6)： 2013–14, 2015–16, 2017–18, 2018–19, 2019–20, 2020–21 - 英格蘭社區盾 - 冠軍 (3)： 2012, 2018, 2019 - 澳大利亞職業足球聯賽 - 常規賽冠軍 (2)： 2020–21, 2021–22 - 季後賽冠軍 (1)： 2020–21 - 澳洲足總盃 - 冠軍 (1)： 2016 | - 乌拉圭足球乙级联赛 - 冠軍 (2)： 2017, 2019 - 印度超級聯賽 - 常規賽冠軍 (2)： 2020–21, 2022–23 - 季後賽冠軍 (1)： 2020–21 - 北美冠軍盃 - 冠軍 (1): 2022 - 美國職業足球大聯盟 - 季後賽冠軍 (1): 2021 - 法國足球乙級聯賽 - 冠軍 (1)： 2020–21 - 日本甲組職業足球聯賽 - 冠軍 (2)： 2019, 2022 - 日本超級盃 - 冠軍 (1)： 2023 |  |

#### 深圳新鵬城
- 中國足球協會甲級聯賽
  - 冠軍 (1)： 2023

### 榮譽總數
| 球隊           | 加入CFG年期 | 本土 | 本土   | 本土 | 本土   | 本土       | 洲際 | 洲際   | 總數 |
| 球隊           | 加入CFG年期 | 聯賽 | 季後賽 | 杯賽 | 超級杯 | 低級別杯賽 | 杯賽 | 超級杯 | 總數 |
| -------------- | ----------- | ---- | ------ | ---- | ------ | ---------- | ---- | ------ | ---- |
| 巴伊亚         | 2           | 0    |        | 1    | 0      | 0          | 0    | 0      | 1    |
| 吉羅納         | 8           | 0    |        | 0    | 0      | 1          | 0    | 0      | 1    |
| 洛默爾         | 6           | 0    |        | 0    | 0      | 0          | 0    | 0      | 0    |
| 曼城           | 17          | 6    |        | 9    | 3      | 0          | 1    | 1      | 21   |
| 墨爾本城       | 12          | 2    | 1      | 1    |        |            | 0    |        | 4    |
| 蒙特維多城扭矩 | 9           | 0    | 0      |      |        | 2          | 0    | 0      | 2    |
| 孟買城         | 6           | 2    | 1      | 0    |        |            | 0    |        | 3    |
| 紐約城         | 11          | 0    | 1      | 0    |        |            | 1    |        | 2    |
| 巴勒莫         | 2           | 0    |        | 0    | 0      | 0          | 0    | 0      | 0    |
| 深圳新鵬城     | 7           | 0    |        | 0    | 0      | 1          | 0    |        | 1    |
| 特魯瓦         | 5           | 0    |        | 0    | 0      | 1          | 0    | 0      | 1    |
| 橫濱水手       | 12          | 2    |        | 0    | 1      | 0          | 0    |        | 3    |

## 集團俱樂部互相對賽記錄
即使城市足球集團已經存在了很多年，但比賽日程和優先事項限制了集團內球隊能夠相互比賽的機會。 以下列出了集團內球隊能夠相互比賽的記錄：
| 2015年7月18日 友誼賽 | 曼城 | 1–0  | 墨爾本城 | 澳大利亚，羅賓那    |
| 18:00 GST            | 86'  | 報告 |          | 場館： 羅賓那體育場 |

| 2017年8月15日 友誼賽 | 吉羅納                  | 1–0 | 曼城 | 西班牙，赫罗纳                                                       |
| 18:00 WET            | 波爾圖 13' · 加西亞 62' |     | 73'  | 場館： 蒙蒂利維球場 入場人數： 10,235 ： 大衛·梅迪·希門尼斯 (西班牙) |

| 2018年7月27日 友誼賽 | 吉羅納                                                           | 6–0  | 墨爾本城 | 印度，科契              |
| 19:00 IST            | - 波爾圖 10', 16' - 洛薩諾 24' - 胡安佩 51' - 安佐安納 68' - 90' | 報告 |          | 場館： 卡卢尔国际体育场 |

| 2019年7月27日 友誼賽 | 橫濱水手                       | 1–3  | 曼城                     | 日本，横滨市                        |
| 19:30 JST            | 遠藤溪太 23', 29' · 朴一圭 36' | 報告 | 18' · 40' · 恩梅查 90+2' | 場館： 日產體育場 入場人數： 65,052 |

| 2022年12月17日 友誼賽 | 曼城     | 2–0 | 赫罗纳 | 英格兰，曼彻斯特  |
| 13:00 GMT             | 5' · 19' |     |        | 場館： 學院運動場 |

## 合作夥伴足球俱樂部

### 玻利瓦尔俱乐部
2021年1月12日，城市足球集團宣布玻利瓦尔俱乐部成為集團的第一個合作夥伴俱樂部。 玻利瓦尔俱乐部是玻利維亞拉巴斯的一个足球俱乐部，成立于1925年。该队是玻利维亚的一支强队，曾贏得29次國內聯賽冠軍，並参加了26次南美自由盃。

### 瓦讷奥林匹克俱乐部
2021年2月17日，城市足球集團宣布法國全國乙組聯賽的瓦讷奥林匹克俱乐部成為該集團第二個合作夥伴俱樂部。

### 芽籠國際足球會
2023年2月1日，新加坡超级足球联赛芽籠國際足球會宣布成為城市足球集團的第一個東南亞合作夥伴足球俱樂部。